# مؤسسة غروبر
مُؤسسة غروبر هي مُنظمة خيرية أمريكية غير هادفة للربح أسسها كل من بيتر وباتريشيا جروبر ويقع مقرها في جامعة ييل في مدينة نيو هيفن بولاية كونيتيكت في الولايات المتحدة الأمريكية. تتمثل مُهمتها في تكريم وتشجيع التميز، حيث تمنح المؤسسة خمس جوائز دولية بقيمة 500,000 دولار أمريكي في مجالات علم الوراثة، حقوق المرأة، علم الكونيات، علم الأعصاب، والعدالة. وتشمل ثلاث مُبادرات برنامجية رئيسية: جوائز جروبر وجوائز العلماء الشباب وبرنامج الزمالة العلمية جروبر وبرنامج جروبر للعدالة العالمية وحقوق المرأة في كلية ييل للحقوق.

## الجوائز
- جائزة جروبر لحقوق المرأة (2003-2011): للأفراد أو المجموعات التي قدمت إسهامات قيمة لتعزيز ودعم حقوق المرأة وزيادة الوعي العام بالمُساواة بين الجنسين.
- جائزة جروبر في علم الوراثة (2001): للعلماء البارزين لمُساهماتهم الفعالة في أي من مجالات البحث العلميّ في علم الوراثة.[4]
- جائزة جروبر في علم الكونيات (2000).[5]
- جائزة جروبر في علم الأعصاب (2004).[6]
- جائزة جروبر في العدالة (2001- 2011).